# Породична дислипидемија
Породична дислипидемија или породични поремећај липида је наслеђено стање које се јавља у појединим породицама. Изазвано је веома високим нивоом холестерола. Ово стање може узроковати да особа добије болест коронарне артерије док је још млада. Породични поремећаји липида нису чести. 

## Дијагноза
- Веома висок ниво холестерола. На пример, ЛДЛ холестерол може бити 4,0 ммол/Л или више за дете или 4,5 ммол/Л или више за одраслу особу.
- Породична историја високог холестерола.
- Породична историја ране коронарне артеријске болести.
- Одређени резултати физичког прегледа. Ови резултати укључују ксантоме, стање коже у којем се испод коже појављују мале кврге масти.

## Врсте породичних поремећаја липида
Различите врсте породичних поремећаја липидаукључују:
Породичну комбиновану хиперлипидемију (ПКХЛ)
- Висок укупан холестерол
- Висок ЛДЛ холестерол
- Високи триглицериди
- Висок аполипопротеин Б

Породични дефектни аполипопротеин Б-100
- Висок ЛДЛ холестерол

Породична дисбеталипопротеинемија (хиперлипопротеинемија типа 3).
- Висок укупни холестерол и висок ниво триглицерида

Породична хиперхолестеролемија
- Висок ЛДЛ холестерол